# Herbert Füzi
Herbert Füzi  ist ein ehemaliger österreichischer Radrennfahrer.
1972 wurde Herbert Füzi Österreichischer Staatsmeister im Straßenrennen. Im selben Jahr fuhr er die Österreich-Rundfahrt und belegte bei mehreren Etappen vordere Plätze. In der Gesamtwertung kam er auf den 20. Platz.